# Велоспорт на літніх Олімпійських іграх 2008 — медісон (чоловіки)
Гонка у Медісоні з велоспорті серед чоловіків на літніх Олімпійських іграх 2008 пройшла 19 серпня. Взяли участь 16 команд з різних країн по два спортсмена з кожної.

## Призери
| Золото                                                  | Срібло                                 | Бронза                                  |
| Аргентина Хуан Естебан Куручет · Вальтер Фернандо Перес | Іспанія Хоан Лланерас · Антоніо Таулер | Росія Михайло Ігнатьєв · Олексій Марков |

## Змагання
| Місце | Команда                                                | Окуляри | Кола |
| ----- | ------------------------------------------------------ | ------- | ---- |
| 1     | Аргентина Хуан Естебан Куручет, Вальтер Фернандо Перес | 8       |      |
| 2     | Іспанія Хоан Лланерас, Антоніо Таулер                  | 7       |      |
| 3     | Росія Михайло Ігнатьєв, Олексій Марков                 | 6       |      |
| 4     | Бельгія Ільо Кейссе, Кенні Де Кетеле                   | 17      | −1   |
| 5     | Німеччина Рогер Клюге, Олаф Поллак                     | 15      | −1   |
| 6     | Данія Міхаель Меркев, Алекс Расмуссен                  | 14      | −1   |
| 7     | Франція Маттьє Ладаньюс, Жером Невій                   | 12      | −1   |
| 8     | Нідерланди Єнс Маурісіо, Петер Схеп                    | 6       | −1   |
| 9     | Велика Британія Марк Кавендіш, Бредлі Віґґінз          | 6       | −1   |
| 10    | Нова Зеландія Грег Хендерсон, Хейдон Рулстон           | 5       | −1   |
| 11    | Швейцарія Франко Марвуллі, Бруно Рісі                  | 3       | −1   |
| 12    | Канада Захарі Белл, Мартін Гілберт                     | 5       | −3   |
| 13    | Чехія Мілан Кадлеч, Алойс Каньковський                 | 3       | −3   |
| 14    | Італія Анджело Чікконе, Фабіо Масотті                  | 0       | −3   |
| 15    | Україна Любомир Полатайко, Володимир Рибін             | 0       | −3   |
| 16    | США Майкл Фрідман, Боббі Ліа                           | 3       | −4   |